# Joseph Gerhard Zuccarini
Joseph Gerhard Zuccarini (n. 10 august 1797, München, Electoratul Bavariei – d. 18 februarie 1848, München, Regatul Bavariei) a fost un botanist german, profesor de botanică la Universitatea din München. A lucrat intensiv cu Philipp Franz von Siebold, ajutându-l la descrierea colecției acestuia din Japonia, dar a descris plante și din alte zone, incluzând Mexic.